# Junijski Bootidi
Junijski Bootidi ali Junijski Boötidi so meteorji iz vsakoletnega meteorskega roja. Radiant Junijskih Bootidov leži v ozvezdju Volarja (Boo) (Bootes). Junijski Bootidi  se pojavljajo od 26. junija do 2. julija, svoj vrhunec pa dosežejo 27. junija.

## Zgodovina[1]
Junijski Bootidi sp postali zanimiv meteorski roj po opazovanju močnega roja,  ki se je pojavil 28. junija 1916. Denning, ki je tudi opazoval ta meteorski roj, je ugotovil, da bi ga lahko povzročil komet Pons-Winnecke. Ta komet je šel skozi perihelij eno leto pred tem. Poznejši izračuni tirnice se niso popolnoma ujemali z radiantom meteorskega roja. To so razložili z vplivom Jupitra na komet Pons-Winnecke. Komet je v orbitalni resonance 2 : 1 z Jupitrom, kar povzroča hitro spreminjanje perihelija.
Pred opazovanjem meteorskega roja v letu 1916 je v letu 1860 in 1861  E. J. Lowe opazil veliko število meteorjev v juniju. Po letu 1916 so opazili še dva šibkejša roja. Prvi je bil leta 1921. Leta 1927 so opazovali roj v Taškentu, pri tem je roj dosegel aktivnost 500 utrinkov na uro. Meteorski roj so opazovali tudi med letoma 1964 in 1971, vendar so bili roji izredno šibki (1 do 2 utrinka na uro). 

## Opazovanje
V večini let je meteorski roj slaboten z zenitno urno frekvenco samo okoli 1 do 2 meteorja na uro. Zadnja močnejša roja sta bila leta 1998, ko je zenitna urna frekvenca dosegla vrednost 100, in leta 2004, ko je zenitna urna frekvenca narasla do 50 meteorjev na uro.